# Qué!Radio
Qué! Radio fue una emisora radiofónica musical española, propiedad del Grupo Gestiona, basada en la marca del diario Qué!. Nacida el 1 de septiembre de 2015, finalizó sus emisiones el 1 de enero de 2019 aunque regresó por un breve periodo de tiempo al aire en mayo de 2020. Basada en un formato AC, estaba dirigida a una audiencia familiar tanto para jóvenes cómo para adultos.

## Historia
En julio de 2015, surgieron rumores sobre la voluntad del Grupo Gestiona de crear una nueva emisora de radio. En agosto se confirmó oficialmente la apertura de una nueva estación, homónima del periódico Qué! (que anteriormente era propiedad del Grupo Vocento).
A mediados de ese mismo mes de agosto, el Grupo Gestiona lanza Qué! Radio por la 96.2 FM en Madrid, donde se ubicaban sus estudios centrales. Con una programación para todos los públicos capitaneada por David Agüera que hasta esa fecha era el director general de Radio 4G, Qué! Radio se presentó a los oyentes a partir 1 de septiembre una parrilla conformada por reconocidas voces como Alberto Lezaun, Siro López o Vaquero. Finalmente, el 1 de septiembre de 2015 a las 08:00h, Qué! Radio comenzó sus emisiones regulares con el morning show Qué! Morning y a través de la 96.7 FM en Madrid como dial oficial, en lugar de la 96.2 FM anunciada inicialmente.
Solo cuatro meses después, en diciembre de 2015, se puso en cuestión la viabilidad del proyecto a pesar de la buena gestión de David Agüera debido a la mala planificación económica de Borja Nocito, Presidente del Grupo. Sus elevados costes de producción y la escasa rentabilidad publicitaria obligaron a Gestiona a reformular la parrilla después de la dimisión de su vicepresidente, dimitiendo el director general tras el despido de la mayoría de la plantilla. La nueva programación se conformaba, en su mayoría, de radiofórmula musical. En esta nueva etapa, Gonzalo Estefanía capitaneó la emisora. La parrilla, además, incluía un morning show dirigido por Fernandisco y un programa deportivo presentado por Siro López. 
Finalmente, los graves problemas económicos que arrastraba el Grupo Gestiona y en especial su división radiofónica provocaron el cierre de la emisora el 1 de enero de 2019.
Sin embargo, el 10 de mayo de 2020, Que!Radio retomó sus emisiones en FM a través del dial 108.0, utilizado en ese momento por Plus Radio y que anteriormente había sido la frecuencia por antonomasia de su hermana mayor, Gestiona Radio. Finalmente la emisora dejó de emitir a través de dicha frecuencia siendo sustituida de nuevo por Rec Radio (nuevo nombre de la anteriormente mencionada Plus)

## Frecuencias

### Andalucía
- Almería: 103.7  FM (sin emisión)
- Axarquía: 90.1  FM (sin emisión)
- Benahavís: 107.9  FM (ahora Actuality Oro)
- Roquetas: 105.0  FM (sin emisión)
- Santisteban del Puerto: 107.5  FM (ahora La Fresca FM)
- Vélez-Málaga: 100.0  FM (ahora Oxígeno FM)
- Sevilla: 100.1  FM (ahora Onda Joven Sevilla)

### Andorra
- Principado de Andorra: 98.5 FM (sin información)

### Aragón
- Huesca: 106.6  FM (ahora esRadio)
- Zaragoza: 95.7 FM (ahora La Mega)

### Cantabria
- Noja: 97.2 FM (sin emisión)

### Castilla y León
- Alija del Infantado: 107.3  FM (ahora Master FM)

### Comunidad de Madrid
- Madrid: 96.7 FM (ahora Cadena Ibérica) y 92.2 FM (ahora Swing FM)
- Madrid: 108.0 FM (ahora Rec Radio)

### Comunidad Valenciana
- Elche: 104.4 FM (ahora Onda Ilicitana-Radio 4G)
- Valencia: 106.1 FM (ahora Radio Teletaxi)

### Galicia
- La Cañiza: 91.8 FM (ahora Single Radio)
- Pontevedra: 104.0 FM (sin emisión)
- Vigo: 98.0 FM (ahora Single Radio)

### País Vasco
- Bilbao: 107.3 FM (ahora Cadena Dance)

### Región de Murcia
- Murcia: 92.6 FM (ahora Metropólitan Radio)
- Águilas: 88.5 FM (ahora Actuality Oro-Q Radio)